# Awake (serie televisiva)
Awake è una serie televisiva statunitense creata da Kyle Killen e trasmessa sul network NBC dal 1º marzo 2012, mentre l'episodio pilota era già stato distribuito online dal 16 febbraio 2012.
A causa dei bassi ascolti registrati, l'11 maggio 2012 la NBC annunciò la decisione di cancellare la serie al termine della prima stagione.

## Trama
Il detective della polizia Michael Britten riprende conoscenza dopo un incidente stradale, in cui sono rimasti coinvolti anche la moglie Hannah e suo figlio Rex. Da quel momento Britten vive in due distinte realtà: in una, Rex è sopravvissuto mentre Hannah è morta, nell'altra, Hannah è sopravvissuta mentre Rex è deceduto. Britten inizia a vivere una "doppia vita", spostandosi avanti e indietro tra le due realtà, per stare vicino ai suoi cari, occupandosi delle sue vicende personali e dei quotidiani casi di polizia. In seguito inizia a notare strani legami tra le due realtà.

## Personaggi e interpreti
- Michael Britten, interpretato da Jason Isaacs.

Realtà rossa
- Hannah Britten, interpretata da Laura Allen.
È la moglie del detective Britten, sopravvissuta all'incidente stradale.
- Detective Efrem Vega, interpretato da Wilmer Valderrama.
È il partner del detective Britten.
- Dr. John Lee, interpretato da B. D. Wong.
È il terapeuta di Britten.
- Emma, interpretata da Daniela Bobadilla.
È la ragazza di Rex Britten.

Realtà verde
- Rex Britten, interpretato da Dylan Minnette.
È il figlio del detective Britten, sopravvissuto all'incidente stradale.
- Detective Isaiah "Bird" Freeman, interpretato da Steve Harris.
È il partner del detective Britten.
- Dr. Judith Evans, interpretata da Cherry Jones.
È la terapeuta di Britten
- Tara, interpretata da Michaela McManus.
È l'allenatrice di tennis di Rex, da cui suo padre è attratto.
- Emma, interpretata da Daniela Bobadilla.
È la ragazza di Rex Britten.

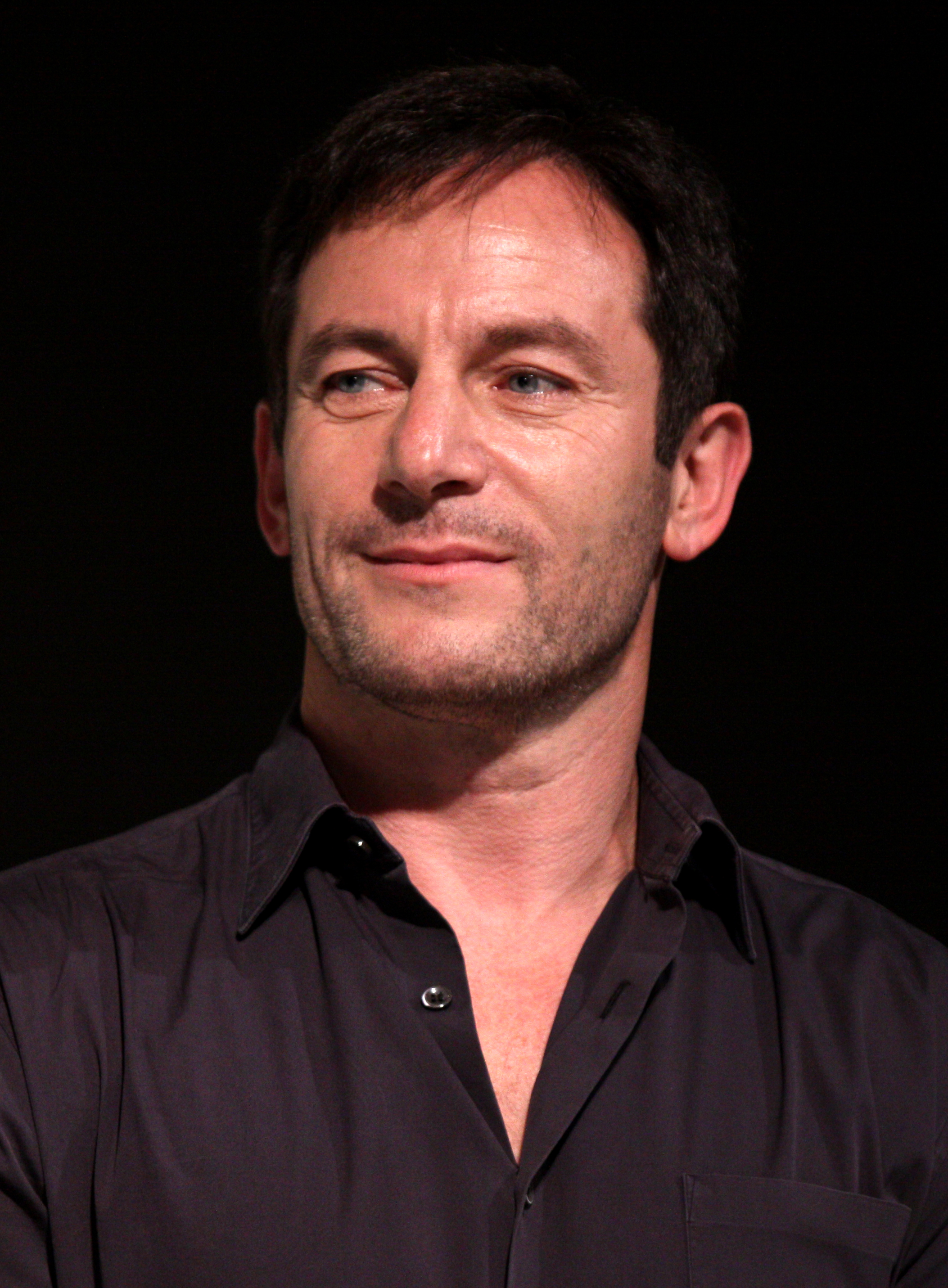
Jason Isaacs interpreta il detective Michael Britten
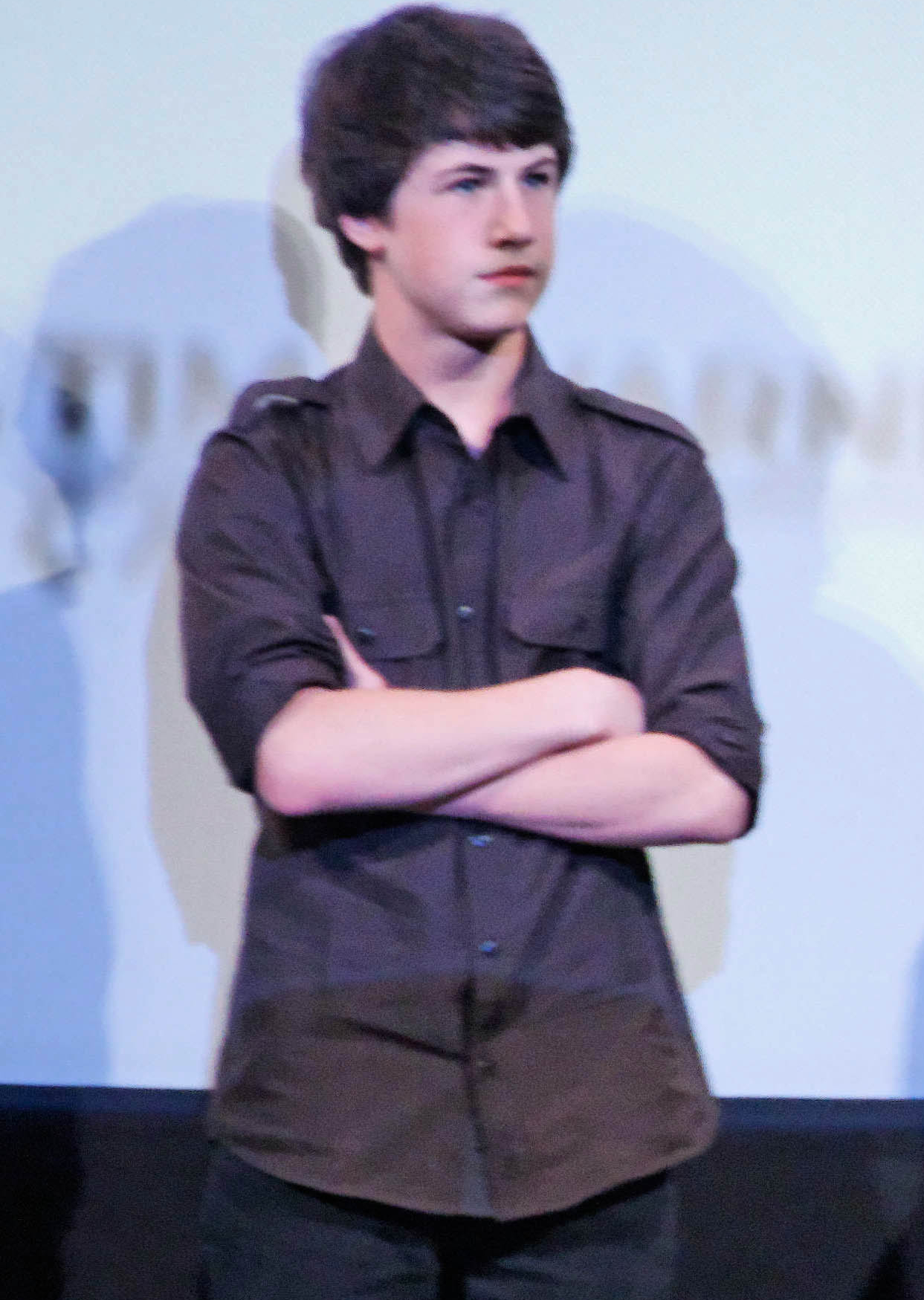
Dylan Minnette interpreta Rex Britten
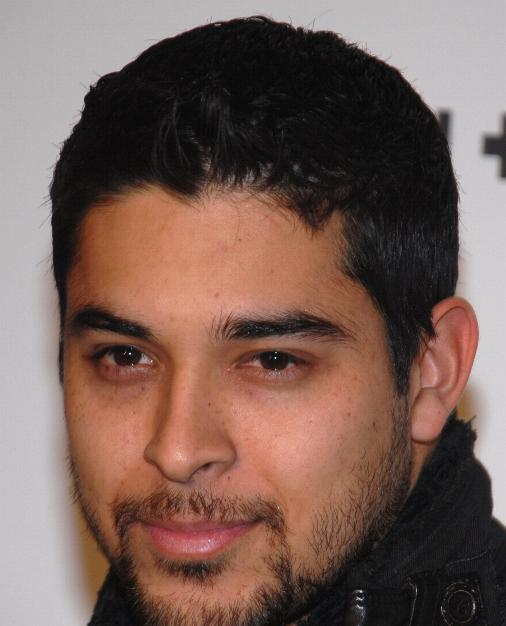
Wilmer Valderrama interpreta il detective Efrem Vega
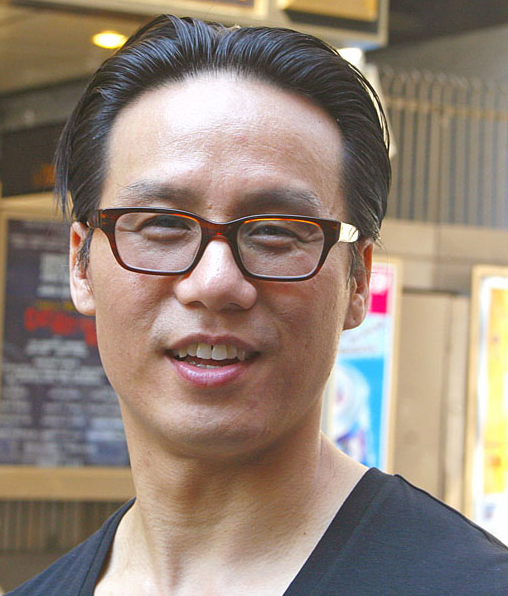
B. D. Wong interpreta il dr. John Lee
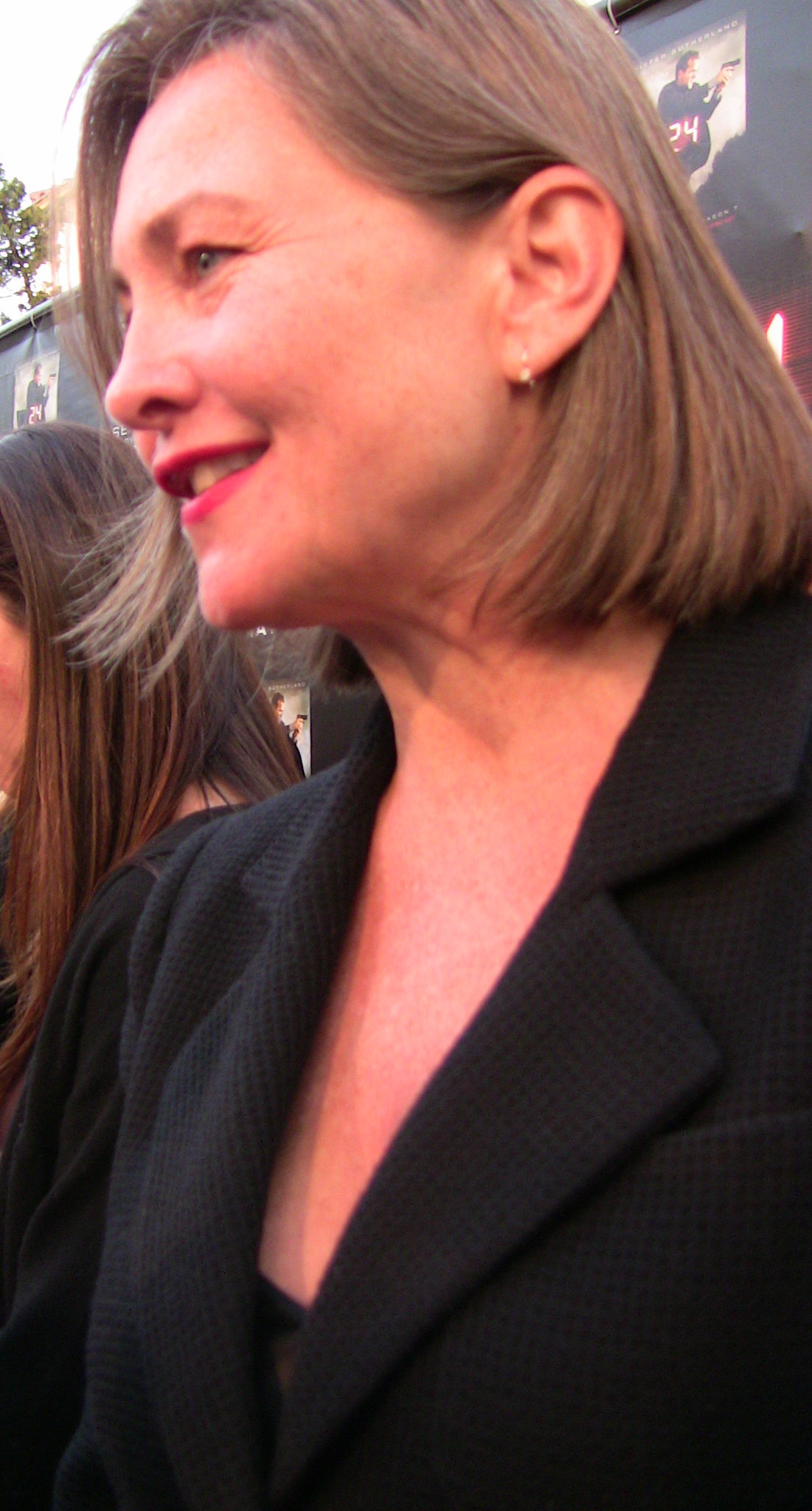
Cherry Jones interpreta il dr. Judith Evans

## Episodi
| Stagione       | Episodi | Prima TV USA | Prima TV Italia |
| -------------- | ------- | ------------ | --------------- |
| Prima stagione | 13      | 2012         | 2012-2013       |

## Produzione

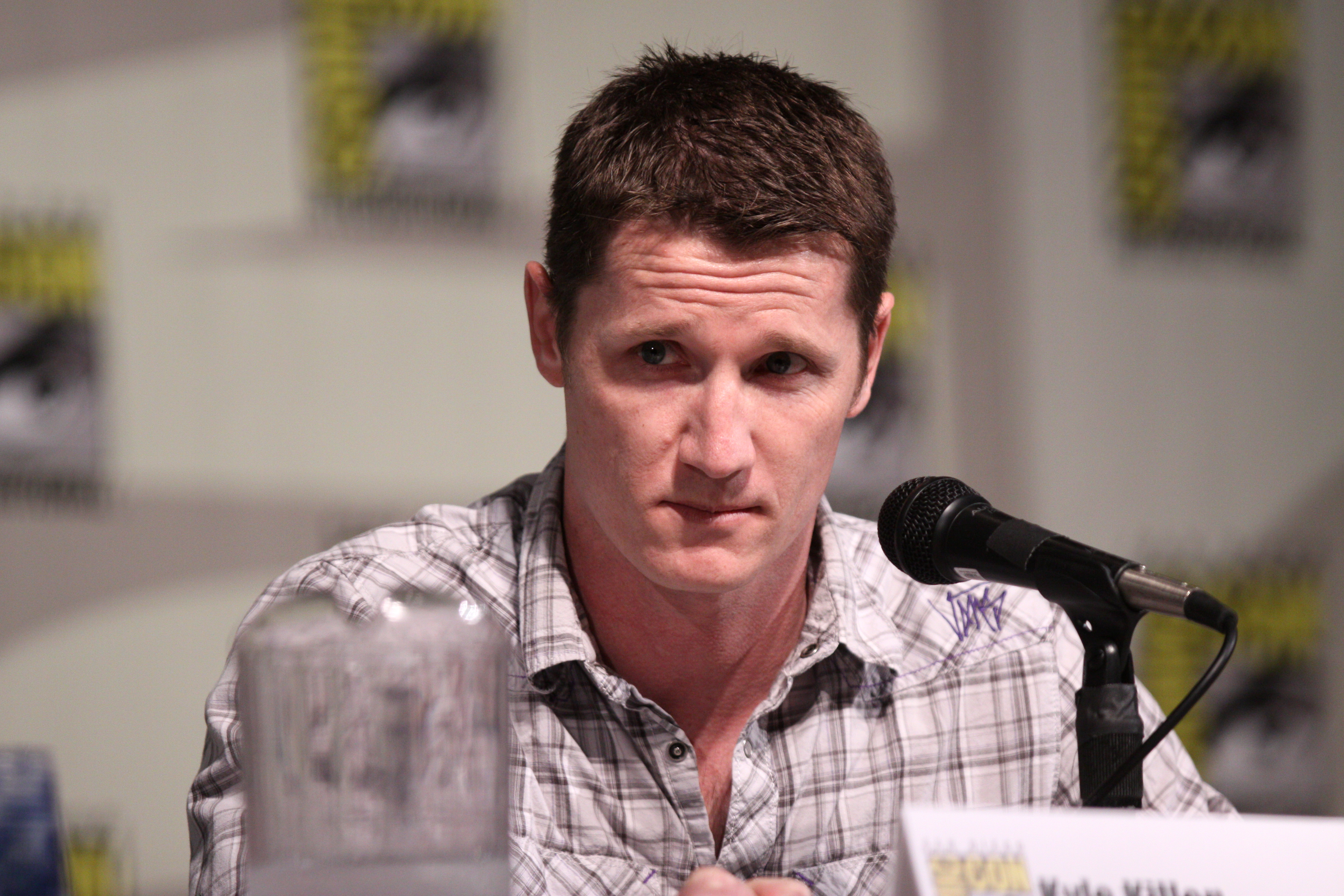
Kyle Killen, ideatore della serie

La serie fu ideata da Kyle Killen; nel mese di febbraio 2011 la NBC approvò il suo progetto, nato con il titolo di lavorazione REM, ordinando la produzione di un episodio pilota. Nello stesso mese, David Slade fu ingaggiato per dirigere il pilot, mentre Howard Gordon, già produttore di 24 e Homeland - Caccia alla spia, venne designato come produttore esecutivo e showrunner della serie, presentata come un thriller che richiama lo stile del film Inception e incentrato su un poliziotto che vive in due diverse realtà.
A febbraio 2011 si aprì anche il casting con Jason Isaacs ingaggiato per interpretare il protagonista, detective Michael Britten. Durante il mese successivo si unirono al cast anche Wilmer Valderrama, per il ruolo di Efrem Vega, collega del protagonista nella realtà rossa; Steve Harris, per il ruolo del detective Isaiah Freeman, collega di Britten nella realtà verde; B.D. Wong, interprete del terapeuta di Michael Britten nella realtà rossa; Cherry Jones, interprete della terapeuta di Michael Britten nella realtà verde; Laura Allen, per il ruolo della moglie del protagonista, Hannah; Dylan Minnette, per il ruolo del figlio del protagonista, Rex; e Michaela McManus, interprete di Tara, allenatrice di Rex nella realtà verde.
Dopo aver visionato il pilot, la rete nel mese di maggio 2011 approvò la produzione di un'intera prima stagione, la cui messa in onda fu prevista in midseason dal 1º marzo 2012. Prima del debutto televisivo, il primo episodio venne distribuito online dal 16 febbraio 2012.